# Andreas Halskov
Andreas Kakiou Halskov (født 27. maj 1981 i Odense) er en dansk fagbogsforfatter og tv-kommentator. Han er cand.mag. i filmvidenskab og engelsk.
Andreas Halskov fungerede i perioden 2011-2016 som filmekspert ved Tv2’s GO' Morgen Danmark.
Desuden er han ekstern lektor ved Aarhus Universitet og adjunkt i engelsk og mediefag ved Egaa Gymnasium. Han har undervist, holdt foredrag og udgivet artikler om film og medier, herunder i tidsskrifter som P.o.v., Cut!, AngloFiles, Soundvenue og Kosmorama.
Halskov har også fungeret som ekspert i diverse medier (fx DR2, P1, P3, P4, Radio 24/7, TV2 News, Politiken, JP og Børsen).
Han skriver om film og tv på sin egen blog, Det røde rum'.
Andreas Halskov er gift med Helle Halskov, med hvem han har to børn. Han er nevø af den tidligere formand for Dansk Magisterforening, Ingrid Stage, og fætter til den tidligere landsholdspiller i håndbold, Bo Stage, og til forfatterne Lars Halskov og Jens Peter Kaj Jensen.

## Monografier
- Paradoksets kunst, Turbine, 2014.
- TV Peaks: Twin Peaks and Modern Television Drama, Syddansk Universitetsforlag, 2015.[2]
- Død over Hollywood - Eksistentielle spor i New Hollywood-filmen, Kosmos-serien, Antipyrine, 2017.
- Remakes, sequels og serialisering, Samfundslitteratur, 2019.
- Beyond Television - TV Production in the Multiplatform Era, Syddansk Universitetsforlag, 2021.

## Medforfatter til
- Et fejlæstetisk univers, 2011, Maks, (red. Marie Boye Thomsen)
- MedierNu – Massemedier og meningsdannelse, Systime 2011.
- Et fejlæstetisk univers, 2011, (red. Marie Boye Thomsen).
- Fjernsyn for viderekomne – de nye amerikanske tv-serier, Turbine 2011, (red. Jakob Isak Nielsen, Andreas Halskov og Henrik Højer).
- Guldfeber – på sporet af Oscarfilmen, Turbine 2013, (red. Andreas Halskov, Henrik Højer og Thomas Schwartz Larsen).
- Helt til grin - audiovisuel komik på tværs af medier, VIA Film & Transmedia, 2016, (red. Andreas Halskov, Henrik Højer og Thomas Schwartz Larsen).
- VAMPYR, Lindhardt & Ringhof, 2017 (s.m. Henrik Rytter)
- TV-analyse, Systime Academic, 2018 (red. Gunhild Agger, Jørgen Riber Christensen og Louise Brix Jacobsen)
- Serierejser (TV Travels), 2019: dokumentarserie lavet i samarbejde med HBO Nordic og VES (medskaber: Kim Sørensen, kamera og redigering: Jan Oxholm og Lasse Lorenzen)
- Streaming for viderekomne, VIA Film & Transmedia, (red. Andreas Halskov, Mathias Bonde Korsgaard, Jakob Isak Nielsen, Henrik Højer og Thomas Schwartz Larsen)
- Global TV Horror, University of Wales Press, 2020 (in press), (red. Stacey Abbott og Lorna Jowett)

## Eksterne links
- Anmeldelse af Paradoksets kunst i Politiken
- Interview i Aarhus Stiftstidende

- Anmeldelse af TV Peaks in Critical Studies in Television

- Anmeldelse af TV Peaks i Los Angeles Review of Books

- Anmeldelse af Remakes, sequels og serialisering i Scenekunst